# 勒尼 (维埃纳省)
勒尼（法語：Leugny，法語發音：[lœɲi]）是法国新阿基坦大区维埃纳省的一个市镇，属于沙泰勒罗区。

## 地理
勒尼（46°54'44"N, 0°42'4"E）面积15.74 平方千米，位于法国新阿基坦大区维埃纳省，该省份为法国中西部省份，北起曼恩-卢瓦尔省和安德尔-卢瓦尔省，西接德塞夫勒省，南至夏朗德省，东南接上维埃纳省，东临安德尔省。
与勒尼接壤的市镇（或旧市镇、城区）包括：阿比伊、拉盖尔什、当热-圣罗曼、安格朗德、迈雷、瓦雷、克勒兹河畔圣雷米。

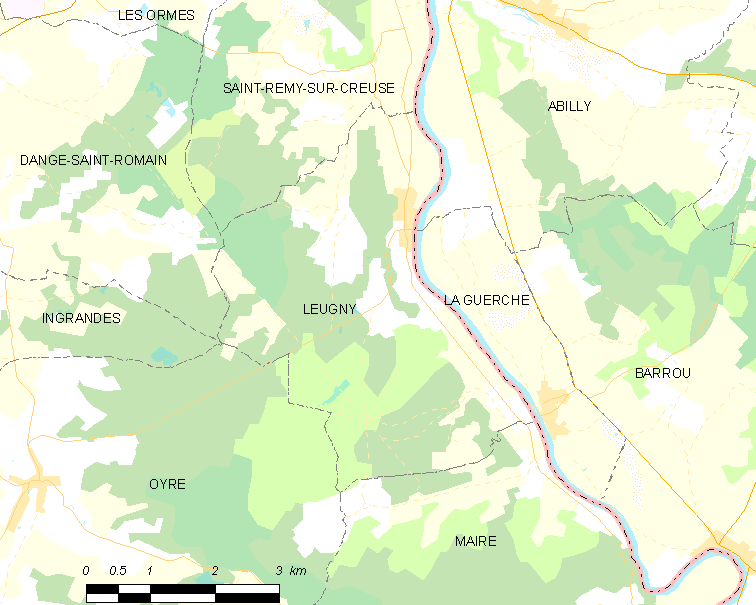
的OSM定位图

勒尼的时区为UTC+01:00、UTC+02:00（夏令时）。

## 行政
勒尼的邮政编码为86220，INSEE市镇编码为86130。

## 政治
勒尼所属的省级选区为沙泰勒罗第二县。

## 人口

1962-2008年间人口变化图示

勒尼于2022年1月1日时的人口数量为370人。